# Durio beccarianus
Durio beccarianus Kosterm. & Soegeng è un albero della famiglia delle Malvacee endemico del Borneo.
L'epiteto specifico è un omaggio al botanico italiano Odoardo Beccari (1843-1920).

## Descrizione
L'albero può raggiungere l'altezza di 20 metri.  Il frutto non è commestibile.